# Tim Roth (musicus)

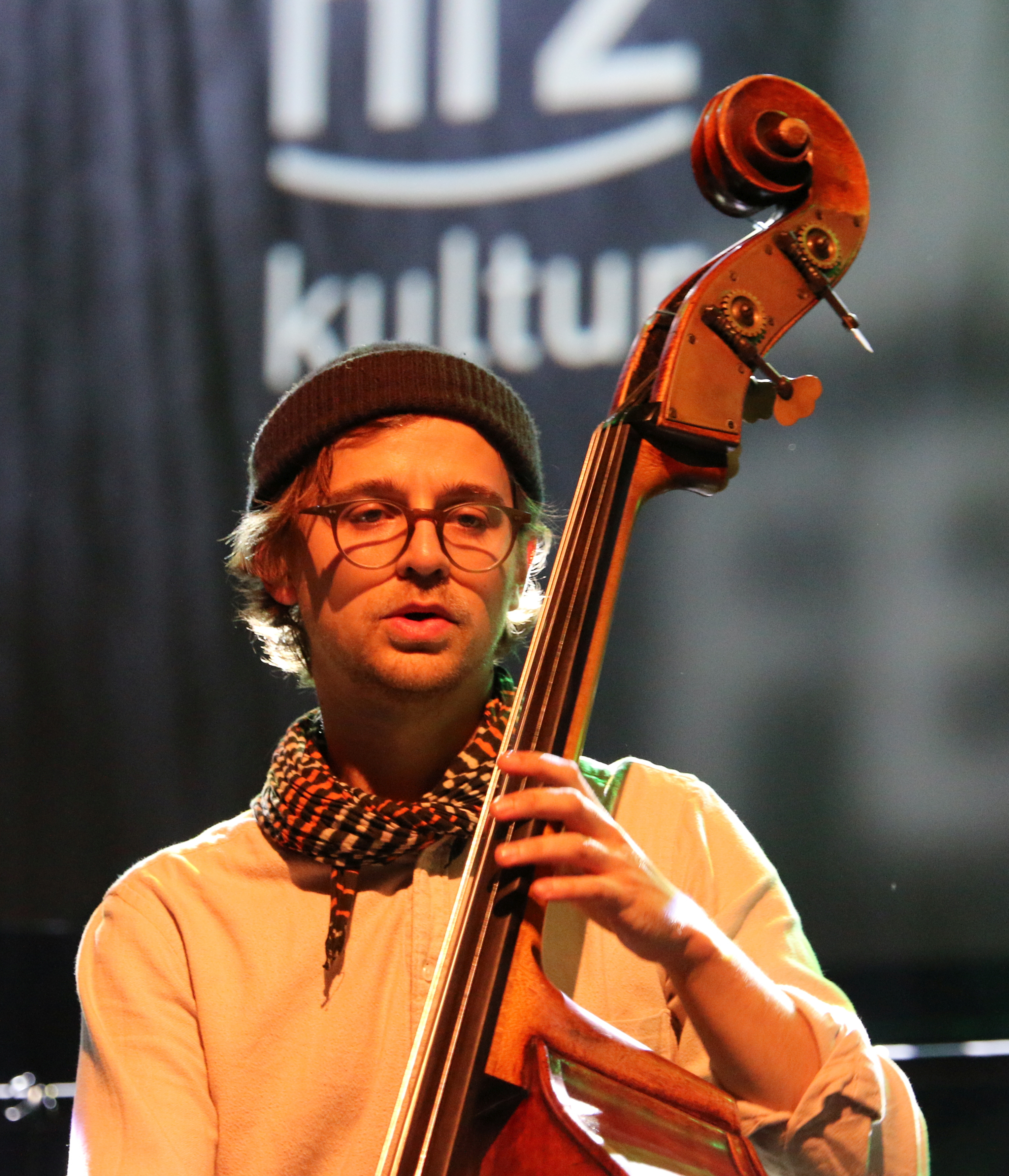
Tim Roth (2015)

Timothy Roth (Frankfurt am Main, circa 1988) is een Brits-Duitse jazzbassist.

## Biografie
Roth speelde aanvankelijk gitaar, maar omdat er in zijn omgeving al zoveel gitaristen waren, stapte hij op zijn achttiende over op de contrabas. Met Yuriy Sych, Martin Standke en saxofonist Benjamin Steil richtte hij in 2006 het Contrast Quartet op, waarmee hij in 2009 een plaat maakte. In 2006 ontstond de band T.A.P., met Standke, Andreas Lehmann (saxofoon) en Bernhard Kießig (piano), in 2010 nam de groep haar debuutalbum op. Tevens was Roth lid van het trio van Natalya Karmazin.
Van 2007 tot 2011 studeerde hij jazz aan het Conservatorium van Amsterdam, bij Frans van der Hoeven en Arnold Dooyewerd. Met zijn Indonesische vriend Sri Hanuraga en diens band Animated haalde hij op het International Jazz Piano Concours Amsterdam de tweede plaats. Roth woont weer in Frankfurt am Main en was daar als theatermuzikant actief.

## Prijzen en onderscheidingen
Met het Contrast Quartet haalde Roth in 2006 de eerste plaats in de competitie Jugend jazzt en in 2008 kreeg hij het Arbeitsstipendium Jazz der Stadt Frankfurt am Main. Met Contrast Trio kreeg hij in 2016 de Hessischen Jazzpreis.

## Discografie
- Contrast Quartet Second Wave (flexaton 2009, met Benjamin Steil, Yuriy Sych, Tim Roth)
- T.A.P. Anything Flows (2010)
- Contrast Trio Zwei (Whyempty Records 2015, met Yuriy Sych, Tim Roth, alsook Bastian Ruppert)
- Max Clouth Clan Return Flight  (L+R Records 2015)